# 小行星2093
小行星2093（2093 Genichesk）是一颗绕太阳运转的小行星，为主小行星带小行星。该小行星于1971年4月28日发现。
該小行星以烏克蘭城市海尼切斯克命名。

## 轨道参数
小行星2093的轨道半长轴为2.2693019 UA，离心率为0.169。